# Nikolaos Mōrakīs
Nikolaos Mōrakīs, riportato anche come Nikolaos Dorakīs (in greco Νικόλαος Μωράκης?; fl. XIX secolo), è stato un tiratore a segno greco.

## Carriera
Partecipò a una sola gara di tiro a segno, vincendo la medaglia di bronzo nella rivoltella militare, con un punteggio totale di 205. Il vincitore fu lo statunitense John Paine, che colpì tutti i 30 bersagli, succeduto dal fratello Sumner.
I due statunitensi usavano le stesse pistole, delle Colt, di molto superiori alle armi degli avversari; si giustifica così l'enorme distacco tra i due fratelli e gli avversari; infatti, mentre John arrivò a 442 punti e Sumner a 380, Nikolaos Morakis ottenne solo 205 punti.